# Lijst van gouverneurs van Burgenland

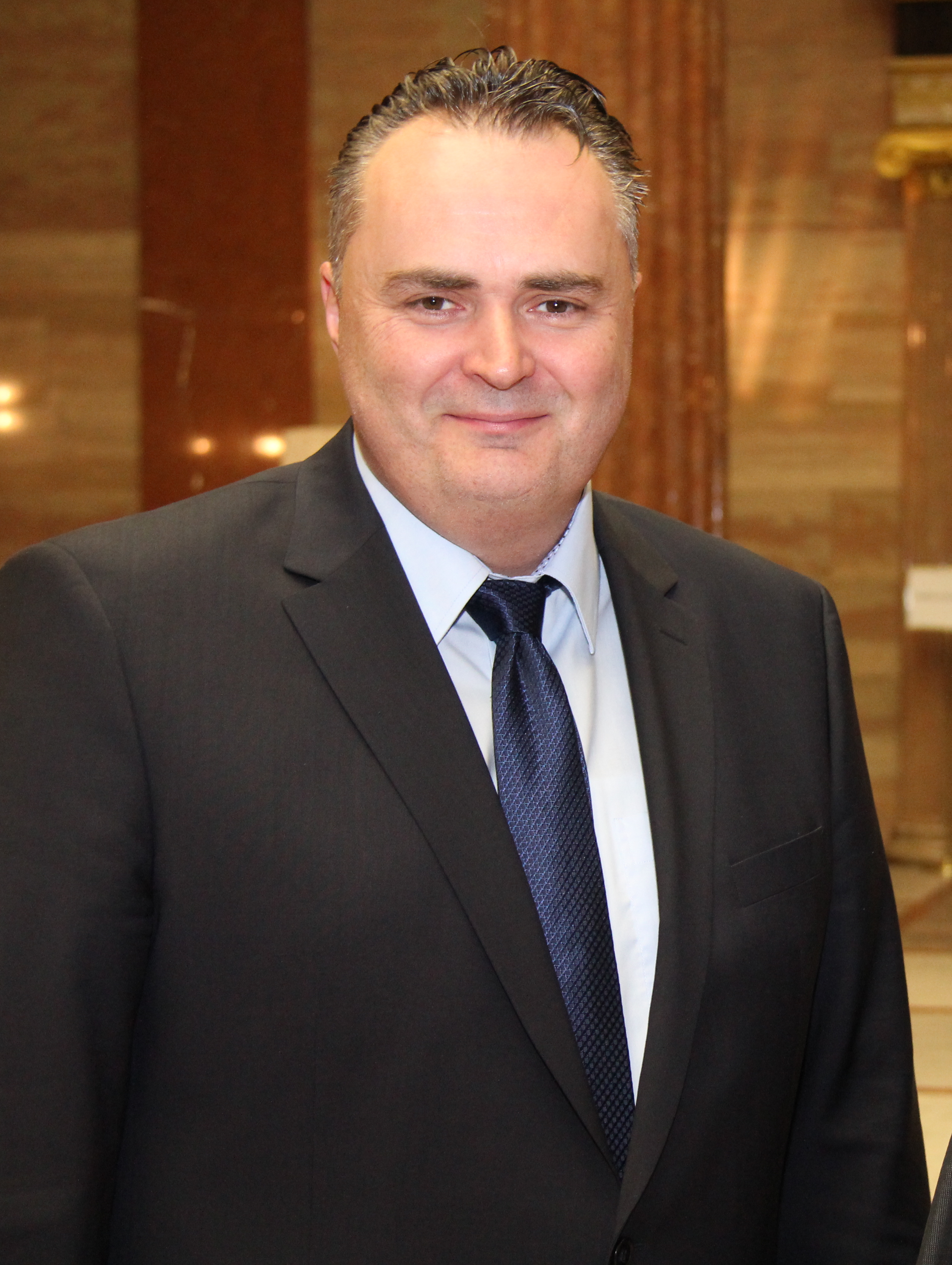
De huidige Landeshauptmann, Hans Peter Doskozil (sinds 2019)

De Gouverneur (Landeshauptmann) van Burgenland is de regeringsleider van deze Oostenrijkse deelstaat.
Burgenland is de jongste deelstaat (Länder) van Oostenrijk en werd in 1921 gesticht door de samenvoeging van de drie Comitaten die tot dan toe behoorden tot het Koninkrijk Hongarije, maar waar de bevolking via een referendum had besloten deel te willen uitmaken van de bondsrepubliek Oostenrijk.

## Lijst van gouverneurs van Burgenland
| Persoon                                       | periode                             | partij     |
| --------------------------------------------- | ----------------------------------- | ---------- |
| Robert Davy (Landesverweser)                  | 10 maart 1921 - 5 maart 1922        | partijloos |
| Alfred Rausnitz tot 9.7.1922 (Landesverweser) | 5 maart 1922 - 14 juli 1923         | partijloos |
| Alfred Walheim                                | 14 juli 1923 - 4 januari 1924       | GDVP       |
| Josef Rauhofer                                | 4 januari 1924 - 10 januari 1928    | CS         |
| Anton Schreiner                               | 10 januari 1929 - 24 juli 1929      | CS         |
| Johann Thullner                               | 24 juli 1929 - 10 december 1930     | CS         |
| Anton Schreiner                               | 10 december 1930 - 25 november 1931 | CS         |
| Alfred Walheim                                | 25 november 1932 - 22 februari 1934 | LB         |
| Hans Sylvester                                | 22 februari 1934 - 11 maart 1938    | VF         |
| Tobias Portschy                               | 11 maart 1938 - 15 oktober 1938     | NSDAP      |
| Burgenland opgedeeld                          | 15 oktober 1938 - 1 oktober 1945    |            |
| Ludwig Leser                                  | 1 oktober 1945 - 4 januari 1946     | SPÖ        |
| Lorenz Karall                                 | 4 januari 1946 - 22 juni 1956       | ÖVP        |
| Johann Wagner                                 | 22 juni 1956 - 8 augustus 1961      | ÖVP        |
| Josef Lentsch                                 | 8 augustus 1961 - 12 juni 1964      | ÖVP        |
| Hans Bögl                                     | 12 juni 1964 - 28 juni 1966         | SPÖ        |
| Theodor Kery                                  | 28 juni 1966 - 30 oktober 1987      | SPÖ        |
| Hans Sipötz                                   | 30 oktober 1987 - 18 juli 1991      | SPÖ        |
| Karl Stix                                     | 18 juli 1991 - 28 december 2000     | SPÖ        |
| Hans Niessl                                   | 28 december 2000 - 28 februari 2019 | SPÖ        |
| Hans Peter Doskozil                           | sinds 28 februari 2019              | SPÖ        |